# Summerhill (comté de Meath)
Summerhill (en irlandais, Cnoc an Línsigh) est un village patrimonial renommé au nord du comté de Meath, en Irlande.
Le village est situé à l'intersection de la R156 et de la R158  et fait partie de la paroisse civile de Laracor. Le nom de la ville en irlandais signifie "Lynch's Hill", c'était la maison ancestrale de la famille normando-irlandaise Lynch, d'où venait la famille de marchands de Galway du même nom - l'une des " Tribus de Galway".
C'est aussi le site de l'une des batailles les plus importantes de l'Irlande du XVIIe siècle, la bataille de Dungan's Hill (1647). 
La localité était connue en anglais sous le nom de 'The Knock' ou 'Lynchs' Knock' (phonétiquement : Cnoc an Línsigh, Lynchs' hill) jusqu'aux environs de 1667 quand elle est rebaptisée Summerhill. 
Les ruines du grand château de Lynch sont visibles dans le village.

## Summerhill House

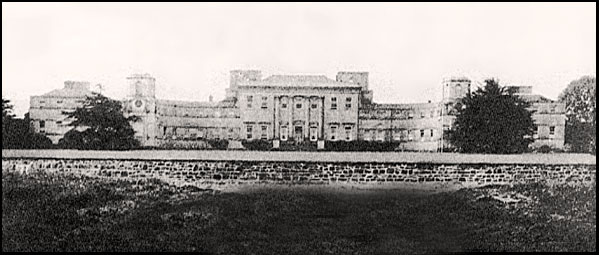
Summerhill House, façade principale.

L'ancien siège de la famille normano-irlandaise Lynch a été accordé à l'évêque Henry Jones pour ses services fournis en tant que Scoutmaster General de l'armée de Cromwell. 
Henry Jones, évêque de l'Église d'Irlande, Lord Évêque de Meath en 1661, a vendu Summerhill et de nombreux autres townlands à Sir Hercules Langford.
Le château de Lynch, situé dans le domaine seigneurial de Sumerhill fut alors occupé par les Langford jusqu'à ce qu'il soit abandonné dans les années 1730 lorsque Summerhill House fut construit pour Hercules Langford Rowley, le père de Hercules Rowley, 2è vicomte Langford. Le vieux château de Lynch est resté sur le domaine comme une folie.
La maison est accréditée auprès des architectes Sir Edward Lovett Pearce et Richard Cassels, bien que Sir John Vanbrugh soit censé avoir eu une grande influence sur la maison, ce qui peut être vu dans les grandes cheminées.
La maison a été endommagée par le feu à plusieurs reprises. Le 4 février 1921, elle a été incendiée par l'armée républicaine irlandaise et complètement détruite.
Summerhill House est restée une ruine jusqu'à ce qu'elle soit totalement démolie en 1970.

### L'impératrice d'Autriche

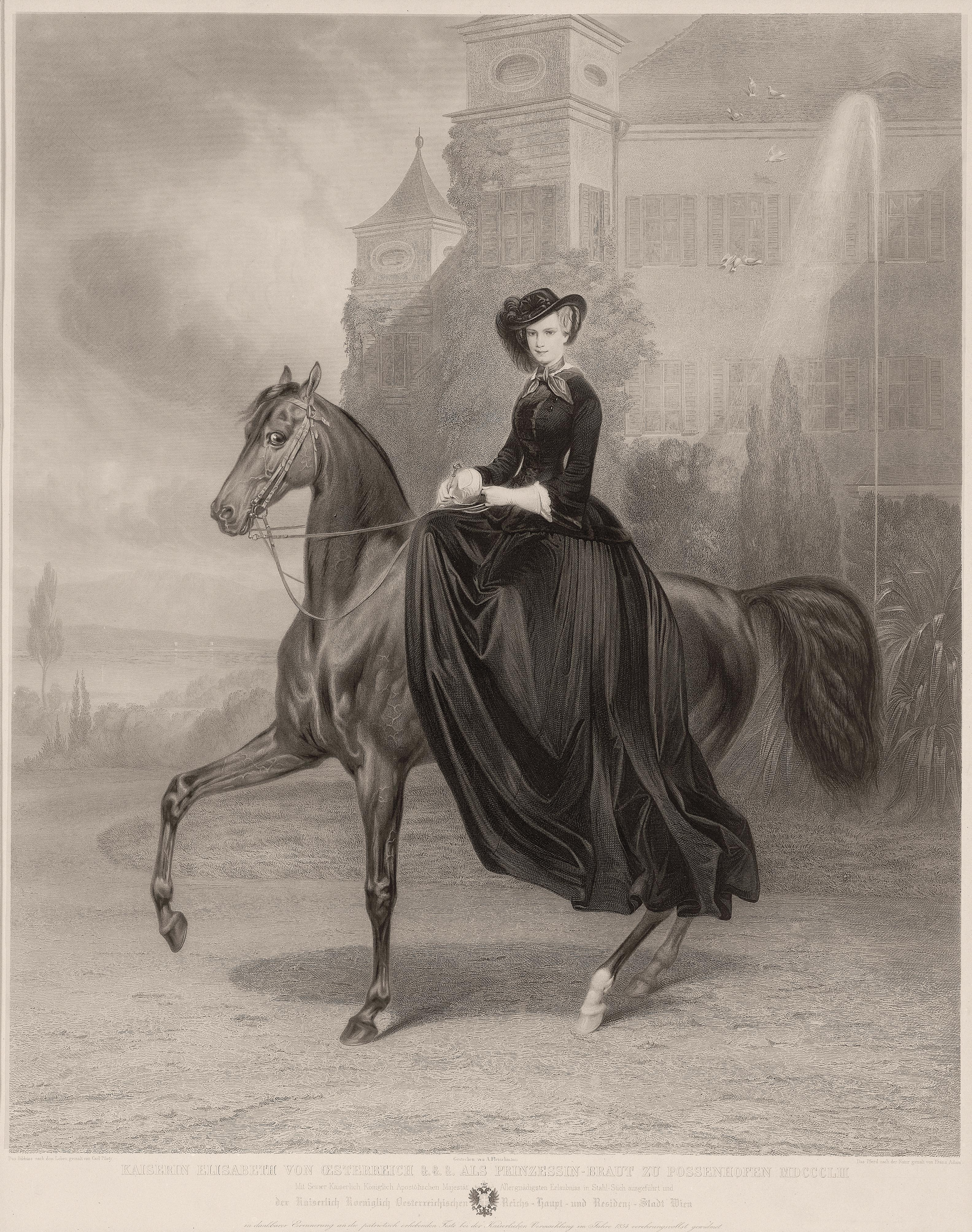
Elisabeth d'Autriche à Possenhofen Castle, 1853.

Sa Majesté Impériale l'impératrice Élisabeth d'Autriche a visité Summerhill House en février 1879.
Une cravache lui ayant appartenu a été vendue aux enchères pour l'équivalent de 37 000 €.

## Le château de Dangan

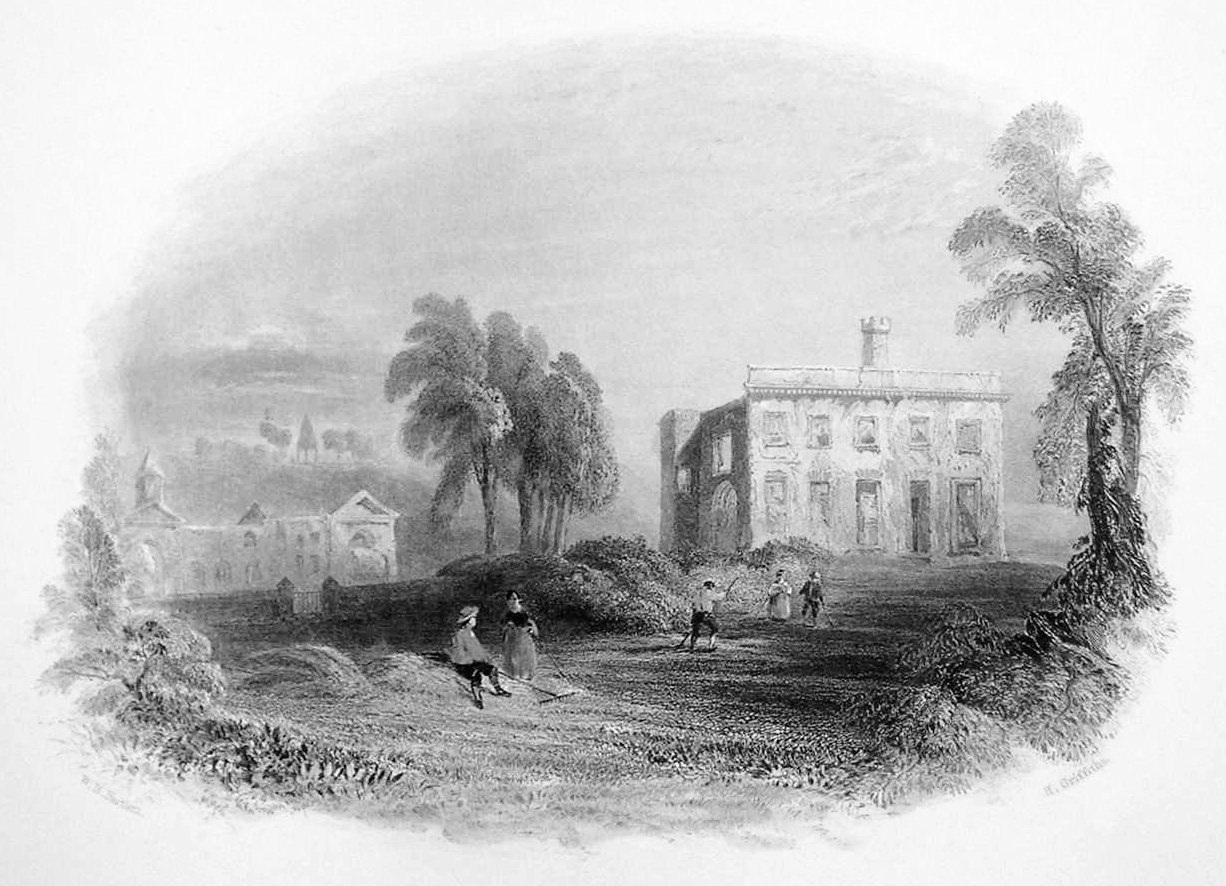
Dangan House.

Entre Trim et la ville de Summerhill se trouvent les ruines de Dangan House (anciennement Dangan Castle), la maison d'enfance d'Arthur Wellesley de Wellington.
Les vestiges de l'ancien château se composent des murs extérieurs du donjon, auxquels un manoir plus tardif, construit dans le style italien, a été ajouté par la suite. Le domaine et le château ont été vendus par Richard Wellesley, 1er marquis Wellesley, à un colonel Burrows, et par lui loués à Roger O'Connor (en). Alors qu'il était la propriété d'O'Connor, il a été détruit par un incendie et c'est maintenant une ruine.

## Enseignement
Deux écoles primaires se trouventdans la paroisse : Coole National School et  Dangan National School. Elles relèvent toutes deux d'un conseil d'administration distinct,  sont catholiques romaines et le curé de la paroisse est président des deux conseils d'administration. Le révérend, Dr Michael Smith, évêque de Meath, est le patron des deux écoles. Pour les écoles fonctionnant par le biais de l'irlandais ou d'autres options ethniques, les élèves du primaire se rendent dans les villes voisines, il existe un Gaelscoil à Kilcock voisin appelé Scoil Uí Riada, Gaelscoil na Bóinne est située à  Trim ainsi que l'École nationale de Trim Educate Together. Les écoles fonctionnant suivant la tradition de l'Église d'Irlande relèvent de l'école nationale St. Patrick à Trim et de l'école nationale St. Peters à Dunboyne.
Il n'y a pas d'école secondaire à Summerhill, les élèves se rendent à l'école communautaire de Boyne ou à Scoil Mhuire à Trim, Scoil Dara à Kilcock, ou à d'autres écoles des villes voisines de Dunshaughlin, Dunboyne, Maynooth , Longwood ou Navan.

### L'école publique de Coole
L'école nationale de Coole a vu le jour dans une maison en 1824. En 1854, le père Colgan a demandé que l'école de Garadice soit placée sous la direction du conseil. Il a déclaré qu'il avait l'intention de construire un établissement plus grand, mais qu'il ne pouvait pas obtenir d'emplacement. Les propriétaires de l'époque ont refusé de fournir un terrain pour la construction d'une école.
En 1856, le père Colgan construisit une école dans la cour de la chapelle car M. Pratt Winter, le propriétaire local, ne lui fournissait aucun terrain. L'école était un bâtiment  de deux pièces couvert en ardoise. Il a servi aux enfants de la paroisse pendant plus de 100 ans. L'établissement devenue une école mixte en 1885.
En 1956, la Commission des travaux a construit une école de trois pièces, avec un tiers de la facture payée par les paroissiens. Il a été officiellement inauguré par le père Michael Moore P.P. de Summerhill.
L'école a obtenu en 2007 une extension de 3 nouvelles salles, une salle de sport et la rénovation de l'ancien bâtiment, la majeure partie de la facture étant payée par les paroissiens grâce à la collecte de fonds. L'extension a été inaugurée par le ministre des Transports, Noel Dempsey,  T.D., elle a été bénie par le père Gavin P.P. de Summerhill.
En 2018, le registre des inscriptions n'enregistrait que 139 élèves.

## Sports

### Football gaélique
Summerhill abrite le Summerhill G.F.C.
En 1905, le club GAA a été fondé à Summerhill. Vers 1913 ou 1914, cette équipe a éclaté et dans les années qui ont suivi, Summerhill n'avait pas d'équipe propre. Le club actuel a été formé en 1931 et a remporté le championnat de football junior la même année. Ce n'est qu'en 1972 que le club a atteint les rangs Senior pour la première fois. Summerhill est alors rapidement devenue la première équipe du comté, remportant le titre seniors quatre fois de suite de 1974 à 1977 et devenant la première équipe du comté de Meath à remporter le titre de la province du Leinster en 1977, en battant Saint-Vincent de Dublin. 
À ce jour, Summerhill G.F.C. a remporté sept fois le championnat de football GAA senior du comté : en 1974, 1975, 1976, 1977, 1986, 2011 et plus récemment en 2013.

### Football
Summerhill abrite également le club de football Park Celtic Summerhill qui a été fondé en 2009 lorsque les clubs locaux d'Agher Park et de Summerhill Celtic ont fusionné pour créer un club pour la région.
Le club participe à la Ligue de football du Nord-Est au niveau adulte et au NECSL au niveau des plus jeunes.

## Sites d'intérêt
Les sites historiques locaux sont Dangan Castle et Lynches Castle.
L'église d'Agher est associée à Jonathan Swift qui y a été recteur. Toujours utilisée aujourd'hui, elle est connue pour son vitrail réalisé à Dublin par Thomas Jervais, c'est le deuxième plus ancien vitrail de fabrication irlandaise. 
L'église de Larocor (dont le révérend Jonathan Swift a été également recteur) a depuis été déconsacrée, elle est maintenant une maison privée. 
Le centre communautaire de Summerhill possède une salle de jeu de boules, des bureaux, une grande salle de sport intérieure, trois courts de tennis rénovés sur sable, un terrain de basket extérieur, une aire de jeux, une salle de sport extérieure, un bar, un restaurant et un théâtre. Ce dernier, le Terry Martin Theatre, abrite le groupe dramatique Summerhill Players.  [citation nécessaire]
Le terrain de golf de Summerhill, le terrain de golf de Kilcock, les courts de tennis de Summerhill (au centre communautaire) et les terrains de Summerhill GFC se trouvent à proximité.

## Santé

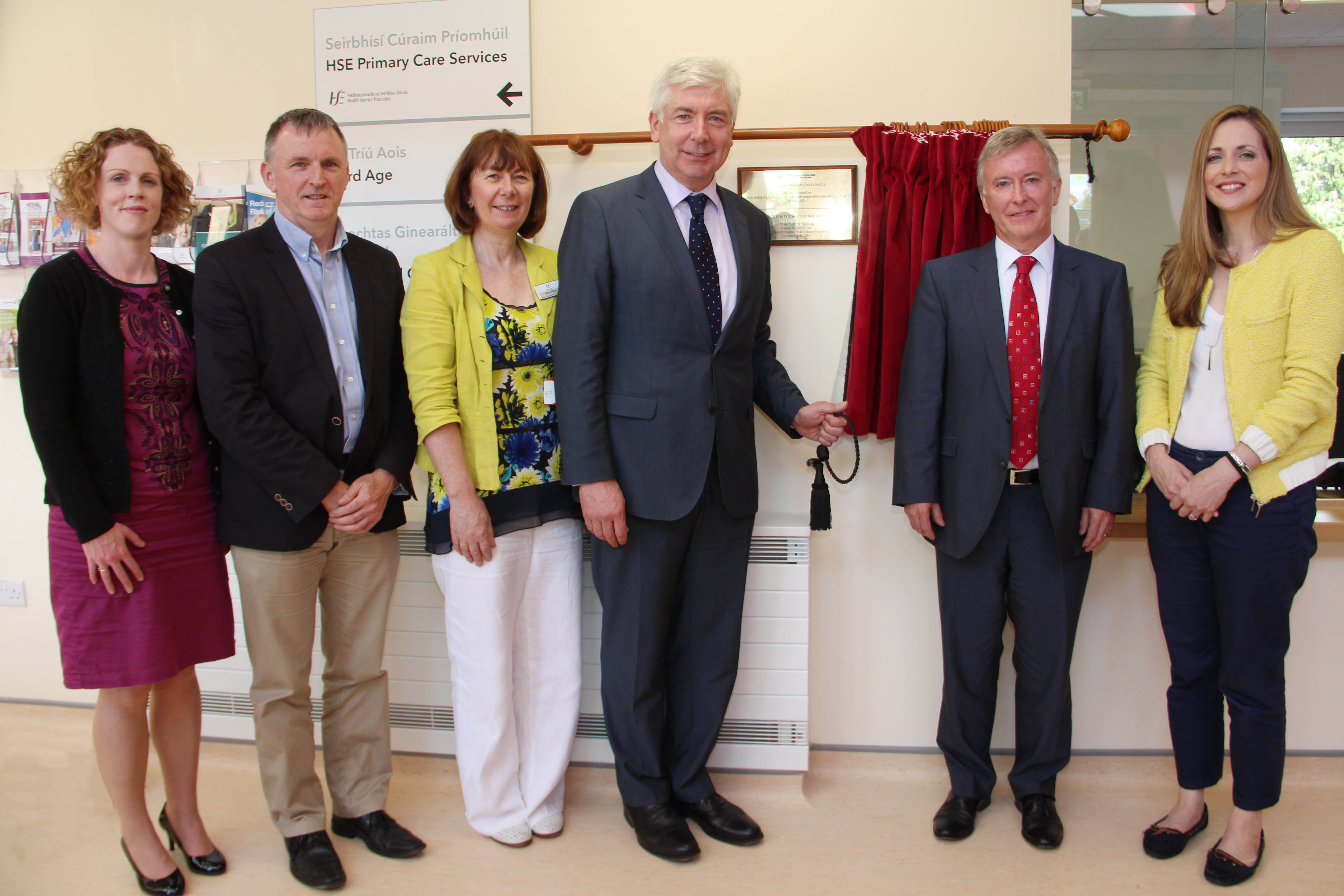
Alex White, Ministre de la Santé inaugure le Summerhill Primary Care Centre en 2014.

Le centre de soins primaires de Summerhill a été inauguré par le ministre d'État chargé de la santé  Alex White TD le jeudi 5 juin 2014. 
Il abrite un centre médical et de santé comprenant un cabinet médical et des infirmières locales, ainsi que le centre national du troisième âge. Il s'y trouve aussi un espace pour une pharmacie.

## Religion
La majorité de la paroisse est catholique selon le recensement de 2016. Cependant, un nombre croissant de personnes se disent sans religion.

### Catholiques romains
Les églises catholiques romaines desservant la région comprennent l'église de l'Assomption, Coole et Notre-Dame de Lourdes, Dangan. (Cette dernière église a été consacrée le dimanche du Rosaire, 4 octobre 1914). 

### Église d'Irlande (anglicane)
L'église d'Agher fait partie de l'Union des paroisses de Rathmolyon et Dunboyne, elle abrite un vitrail réalisé par Thomas Jervais. Il s'agit du deuxième vitrail de fabrication irlandaise connu.
Le vitrail a été à l'origine érigée dans la chapelle privée du Dangan Castle, siège de la famille Wellesley (dont Arthur Wellesley, 1er duc de Wellington, est membre), qui a brûlé en 1809. La fenêtre a été installée à Agher par la famille O'Connor, qui occupait alors Dangan. Peu de temps après la construction de la nouvelle église d'Agher, Samuel Winter d'Agher Pallis a érigé une tombe funéraire familiale dans le cimetière. L'église d'Agher a été reconstruite en 1902. L'histoire de l'église remonte à 1407 lorsque les révérends N. Vale et W. Edwards faisaient partie du clergé. Le poète, écrivain politique et pasteur Jonathan Swift (1667–1745) y a également été recteur.

## Transports publics
La ligne 115C des Bus Éireann relie Summerhill à Mullingar et dans la direction opposée à Dublin via les connexions disponibles à Kilcock. Les services en direction de l'ouest se terminent à la gare de Mullingar ou Killucan et Rathwire, tandis que les services en direction de l'est se terminent à Kilcock. Il y a 4 services en direction ouest et 4 en direction est du lundi au vendredi, 4 services en direction ouest et 5 en direction est le samedi, et 3 services dans chaque sens les dimanches et jours fériés. Ces services améliorés ont commencé le 14 octobre 2018,.

La liaison locale 115C est un service de bus quotidien de Ballivor à Kilcock via Summerhill le matin avec une correspondance pour Dublin disponible depuis les bus Éireann à Kilcock, un aller-retour est disponible le soir.
La liaison locale fournit un service de bus appelé le «MH 111» de Summerhill à Navan via Trim le vendredi matin avec un service de retour dans l'après-midi.
Local Link propose également divers services en soirée, dont le service de retour «MH 115C» de Ballivor à Navan via Summerhill et Trim les vendredis et samedis soir, « MH 406 » de Summerhill à Crumlin Bingo le mardi soir, « MH 407 » de Summerhill à  Allenwood Bingo le mercredi soir et un bus local « MH 408 » pour le Summerhill Bingo le jeudi soir.
« Streamline Coaches » propose des trajets vers / depuis l'université de Maynooth.

## Personnalités locales

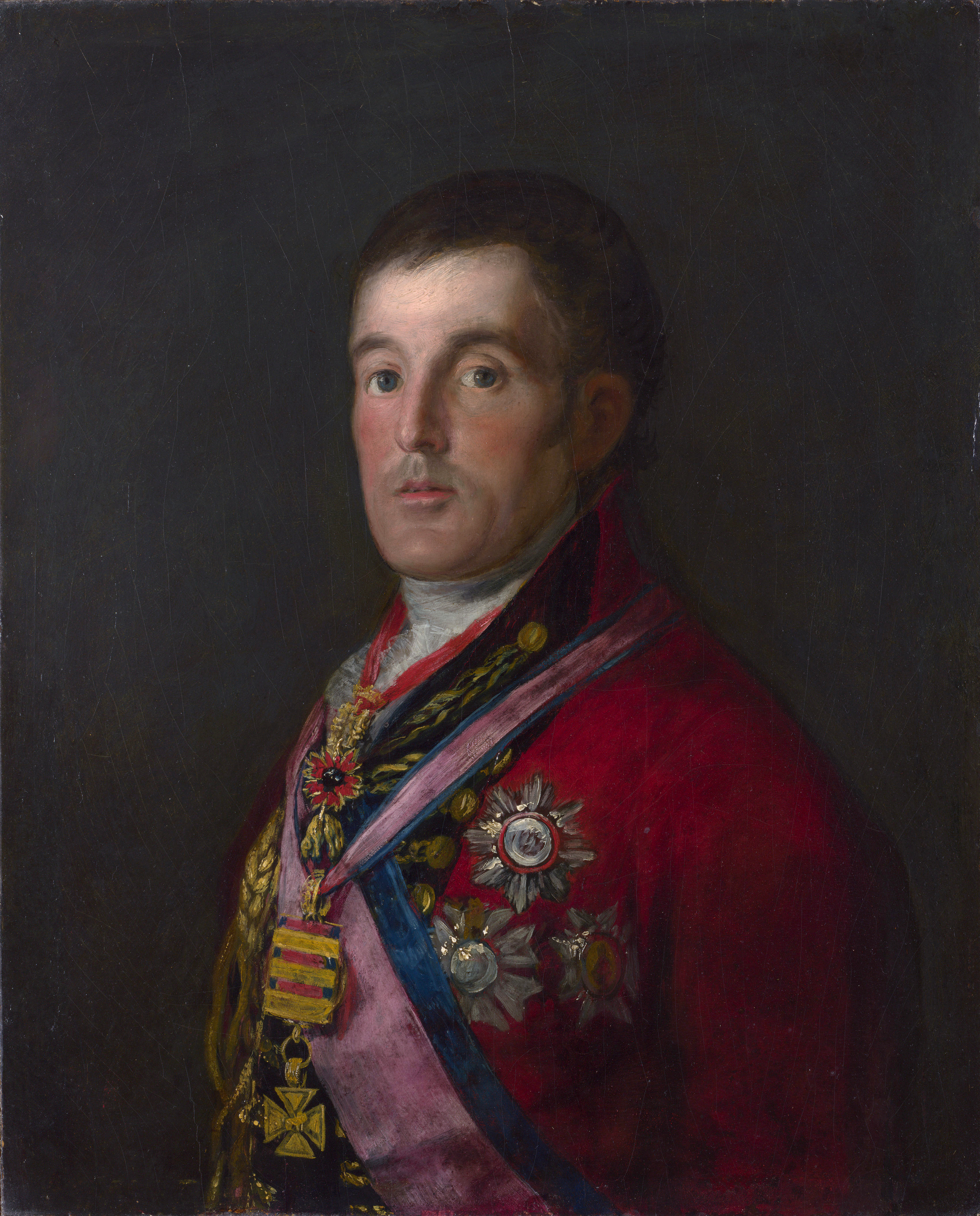
Le duc de Wellington aurait déclaré, en référence à son lieu de naissance, que "naître dans une étable ne fait pas de quelqu'un un cheval". En fait, il n'a jamais prononcé cette phrase.

- Roger O'Connor, nationaliste irlandais, écrivain qui a habité à Dangan après la famille Wellesley[18].
  - Feargus O'Connor, fils de Roger, leader Chartiste, a grandi à Dangan.